# Posfordismo

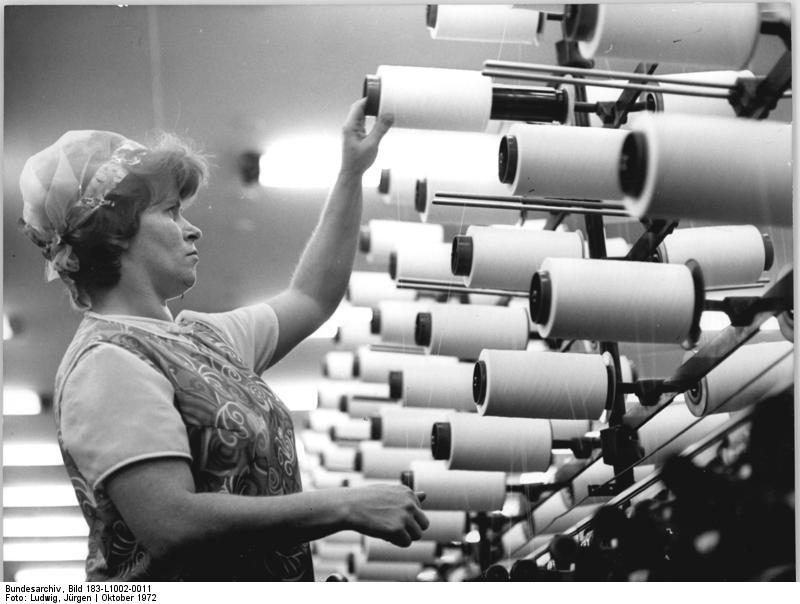
Una característica del posfordismo es la feminización de la fuerza de trabajo.

El posfordismo es el sistema de producción que se encontraría en la mayoría de los países actualmente, según la teoría que lo sustenta[¿cuál?]. Se diferencia del fordismo, sistema de producción usado en las plantas automotrices de Henry Ford, en el cual los trabajadores se encontraban en una estructura de producción en línea, y realizaban tareas repetitivas especializadas. El posfordismo se caracteriza por los siguientes atributos:
- Nuevas tecnologías de información
- Énfasis en los tipos de consumidor, en contraste con el previo énfasis en las clases sociales.
- Surgimiento de los servicios y trabajadores de «cuello blanco».

## Teorías de posfordismo
El posfordismo se puede aplicar en un amplio contexto para describir todo un sistema de procesos sociales modernos ya que describe el mundo tal y como es hoy, varios pensadores han expresado sus diferentes puntos de vista sobre la implicación del posfordismo en la sociedad actual, aunque como la teoría continúa evolucionando, han surgido tres escuelas de pensamiento diferentes que analizan el posfordismo, estas son: la de la especialización flexible, el neo-schumpeterismo y la escuela de la regulación

### La producción flexible
Creen que los cambios fundamentales en la economía internacional, especialmente al principio de los setenta, hicieron cambiar la producción en masa con un nuevo “modus operandi” conocido como especialización flexible. Factores como la crisis del petróleo de 1973, incrementaron la competencia con los mercados extranjeros (especialmente los del sudeste asiático) y factores tales como la globalización, el fin de la posguerra, y el aumento de las privatizaciones hicieron al viejo sistema de producción en masa incompetente
En vez de producir bienes genéricos, las empresas ven ahora más rentable producir diversas líneas de productos orientadas a diferentes grupos de consumidores, apelando a su sentido del gusto y de la moda. En vez de investigar con cantidades enormes de dinero la producción en masa de un solo producto, las empresas necesitan ahora construir un sistema inteligente de trabajo y máquinas que sean flexibles y puedan responder rápidamente a los caprichos del mercado. 
De la misma forma, la estructura de producción empezó a cambiar en el sector. Pasando de una única estructura de montaje en línea a un proceso de producción fragmentado en el que cada área se encarga de una tarea específica. Como evidencia de esta teoría de la especialización, los investigadores ponen de ejemplo los distritos industriales que han aflorado en lugares como Silicon Valley, Jutland, Småland, Artuxcreedland y algunos lugares de Italia.

### Neo-schumpeterianismo
El enfoque neo-schumpeteriano al posfordismo se basa en la teoría de las ondas de Kondratiev. La teoría sostiene que un «paradigma tecnoeconómico» caracteriza a cada onda larga. Fordismo fue el paradigma tecnoeconómico de la cuarta ola Kondratiev y el posfordismo es, pues, el paradigma tecnoeconómico de la quinta, que está dominado por Tecnología de Información y Comunicación. También vemos que de modo que cada etapa de trabajo habría adquirido distintos significados y la producción económica central habría girado sobre ejes particulares. Notables pensadores neo-schumpeteriana comprenden Carlota Pérez y Christopher Freeman, así como Michael Storper y Richard Walker.

### Regulacionismo
El enfoque de la Escuela de la Regulación, fue diseñado para hacer frente a la paradoja de cómo el capitalismo tiene tanto una tendencia a la crisis, el cambio y la inestabilidad, así como una capacidad de estabilizar las instituciones, las reglas y las normas. La teoría se basa en dos conceptos clave. «Regímenes de acumulación» se refiere a los sistemas de producción y consumo, como el fordismo y postfordismo. «Modos de regulación» se refiere a las leyes escritas y no escritas de la sociedad que controlan el régimen de acumulación y determinan su forma.
Según la teoría de la regulación, todo régimen de acumulación alcanzará un punto de crisis en el que el modo de regulación ya no lo apoyará, y la sociedad se verá obligada a encontrar nuevas reglas y normas, la formación de un nuevo modo de regulación. Esto comenzará un nuevo régimen de acumulación, que eventualmente llegará a una crisis, y así sucesivamente. Los defensores de la teoría de la regulación como Michel Aglietta, Robert Boyer, Bob Jessop y Alain Lipietz.